# Axinaea robusta
Axinaea robusta är en tvåhjärtbladig växtart som beskrevs av Eves. Axinaea robusta ingår i släktet Axinaea och familjen Melastomataceae.
Artens utbredningsområde är Colombia. Inga underarter finns listade i Catalogue of Life.